# 三岔河镇 (扶余市)
三岔河镇，是中华人民共和国吉林省松原市扶余市下辖的一个乡镇级行政单位。

## 行政区划
三岔河镇下辖以下地区：
杨大桥社区、新城局社区、大梁家社区、东九号村、长岭子村、二十号村、半号村、东十三号村、前十三号村、西十三号村、东十一号村、西十一号村、西大七号村、西十号村、前二十四号村、利民村、前房身村、东房身村、西房身村、韩家村、山泉堡村、腰七号村、双龙泉村、老鹰嘴村和东大七号村。

## 交通
京哈铁路：三岔河站